# Nouzonville
Nouzonville és un municipi francès situat al departament de les Ardenes i a la regió del Gran Est. L'any 2007 tenia 6.390 habitants.

## Demografia

### Població
El 2007 la població de fet de Nouzonville era de 6.390 persones. Hi havia 2.485 famílies de les quals 727 eren unipersonals (320 homes vivint sols i 407 dones vivint soles), 631 parelles sense fills, 854 parelles amb fills i 273 famílies monoparentals amb fills.
La població ha evolucionat segons el següent gràfic:
Habitants censats

### Habitatges
El 2007 hi havia 2.724 habitatges, 2.531 eren l'habitatge principal de la família, 20 eren segones residències i 173 estaven desocupats. 1.908 eren cases i 796 eren apartaments. Dels 2.531 habitatges principals, 1.359 estaven ocupats pels seus propietaris, 1.121 estaven llogats i ocupats pels llogaters i 51 estaven cedits a títol gratuït; 22 tenien una cambra, 102 en tenien dues, 521 en tenien tres, 839 en tenien quatre i 1.047 en tenien cinc o més. 1.454 habitatges disposaven pel capbaix d'una plaça de pàrquing. A 1.192 habitatges hi havia un automòbil i a 734 n'hi havia dos o més.

### Piràmide de població
La piràmide de població per edats i sexe el 2009 era:
| Homes | Edats   | Dones |
| ----- | ------- | ----- |
| 4     | 95 o +  | 12    |
| 12    | 90 a 94 | 28    |
| 56    | 85 a 89 | 60    |
| 28    | 80 a 84 | 48    |
| 104   | 75 a 79 | 128   |
| 148   | 70 a 74 | 188   |
| 144   | 65 a 69 | 144   |
| 148   | 60 a 64 | 148   |
| 168   | 55 a 59 | 124   |
| 212   | 50 a 54 | 232   |
| 208   | 45 a 49 | 252   |
| 240   | 40 a 44 | 240   |
| 220   | 35 a 39 | 212   |
| 228   | 30 a 34 | 292   |
| 244   | 25 a 29 | 200   |
| 201   | 20 a 24 | 184   |
| 264   | 15 a 19 | 276   |
| 264   | 10 a 14 | 244   |
| 296   | 5 a 9   | 276   |
| 208   | 0 a 4   | 220   |

## Economia
El 2007 la població en edat de treballar era de 3.962 persones, 2.653 eren actives i 1.309 eren inactives. De les 2.653 persones actives 2.146 estaven ocupades (1.234 homes i 912 dones) i 507 estaven aturades (265 homes i 242 dones). De les 1.309 persones inactives 297 estaven jubilades, 381 estaven estudiant i 631 estaven classificades com a «altres inactius».

### Ingressos
El 2009 a Nouzonville hi havia 2.558 unitats fiscals que integraven 6.382,5 persones, la mediana anual d'ingressos fiscals per persona era de 13.912 €.

### Activitats econòmiques
Dels 222  establiments que hi havia el 2007, 3 eren d'empreses extractives, 4 d'empreses alimentàries, 2 d'empreses de fabricació de material elèctric, 32 d'empreses de fabricació d'altres productes industrials, 23 d'empreses de construcció, 61 d'empreses de comerç i reparació d'automòbils, 6 d'empreses de transport, 15 d'empreses d'hostatgeria i restauració, 2 d'empreses d'informació i comunicació, 17 d'empreses financeres, 4 d'empreses immobiliàries, 15 d'empreses de serveis, 26 d'entitats de l'administració pública i 12 d'empreses classificades com a «altres activitats de serveis».
Dels 64 establiments de servei als particulars que hi havia el 2009, 1 era una oficina d'administració d'Hisenda pública, 1 gendarmeria, 1 oficina de correu, 5 oficines bancàries, 1 funerària, 11 tallers de reparació d'automòbils i de material agrícola, 2 tallers d'inspecció tècnica de vehicles, 2 autoescoles, 3 paletes, 4 guixaires pintors, 3 fusteries, 9 lampisteries, 4 electricistes, 6 perruqueries, 1 veterinari, 8 restaurants i 2 salons de bellesa.
Dels 20 establiments comercials que hi havia el 2009, 3 eren supermercats, 1 una gran superfície de material de bricolatge, 2 botiges de menys de 120 m², 4 fleques, 1 una fleca, 1 una peixateria, 3 botigues de roba, 1 una sabateria, 1 una botiga d'electrodomèstics, 1 una botiga de material de revestiment de parets i terra i 2 floristeries.

## Equipaments sanitaris i escolars
El 2009 hi havia 1 hospital de tractaments de curta durada, 1 hospital de tractaments de mitja durada (seguiment i rehabilitació), 1 psiquiàtric, 3 farmàcies i 2 ambulàncies.
El 2009 hi havia 2 escoles maternals i 5 escoles elementals. Nouzonville disposava d'un col·legi d'educació secundària amb 463 alumnes.

## Poblacions més properes
El següent diagrama mostra les poblacions més properes.